# Temperierte Distribution
Eine temperierte Distribution ist ein Objekt aus der Distributionentheorie, einem mathematischen Teilgebiet der Funktionalanalysis. Eine temperierte Distribution ist ein Spezialfall einer Distribution. Laurent Schwartz führte 1947 den Raum der temperierten Distributionen ein, um die Fourier-Transformation in seine Distributionentheorie integrieren zu können.

## Schwartz-Raum
Um temperierte Distributionen definieren zu können, wird zuerst der Raum der schnell fallenden Funktionen erläutert. Schnell fallende Funktionen sind unendlich oft differenzierbar und streben im Unendlichen so schnell gegen null, dass sie und alle ihre Ableitungen schneller als jede Polynomfunktion fallen. Die Menge all dieser Funktionen wird auch als Schwartz-Raum {\displaystyle {\mathcal {S}}(\mathbb {R} ^{n})} bezeichnet und ist durch
{\displaystyle {\mathcal {S}}(\mathbb {R} ^{n})=\{\phi \in C^{\infty }(\mathbb {R} ^{n})\,|\,\forall \alpha \in \mathbb {N} _{0}^{n},\beta \in \mathbb {N} _{0}^{n}\;\exists C\geq 0:\;\sup _{x\in \mathbb {R} ^{n}}|x^{\alpha }D^{\beta }\phi (x)|\leq C\}}
definiert. Durch die Halbnormen
{\displaystyle \|f\|_{N}=\sup _{x\in \mathbb {R} ^{n}}\max _{|\alpha |,\,|\beta |<N}|x^{\alpha }D^{\beta }f(x)|}
wird der Schwartz-Raum zu einem metrisierbaren lokalkonvexen Raum. Die Besonderheit dieses Raumes ist, dass die Fourier-Transformation ein Automorphismus auf diesem ist. Außerdem ist der Raum in allen Sobolew-Räumen enthalten. Der Raum {\displaystyle {\mathcal {D}}(\mathbb {R} ^{n})} der Testfunktionen lässt sich stetig in den Schwartz-Raum einbetten und liegt in diesem dicht.

## Definition
Eine temperierte Distribution ist ein stetiges, lineares Funktional auf dem Schwartz-Raum, also eine stetige lineare Abbildung {\displaystyle {\mathcal {S}}(\mathbb {R} ^{n})\to \mathbb {C} }. Da die Menge der temperierten Distributionen der Definition nach den topologischen Dualraum von {\displaystyle {\mathcal {S}}(\mathbb {R} ^{n})} bildet, wird dieser Raum mit {\displaystyle {\mathcal {S}}'(\mathbb {R} ^{n})} notiert. Aufgrund dieser Dualität spricht man auch von den langsam wachsenden Distributionen im Gegensatz zu den schnell fallenden Funktionen.

## Beispiele
- Die Klasse der Distributionen mit kompaktem Träger ist eine echte Untermenge des Raums der temperierten Distributionen. Ein Beispiel einer Distribution mit kompaktem Träger ist die Delta-Distribution.
- Dirac-Kamm
- Alle Distributionen, die durch eine Polynomfunktion erzeugt werden, sind temperierte Distributionen. Ist {\displaystyle P} also eine Polynomfunktion, dann ist das stetige Funktional

{\displaystyle {\mathcal {S}}(\mathbb {R} )\ni \phi \mapsto \int _{\mathbb {R} }P(x)\phi (x)\mathrm {d} x}
eine temperierte Distribution. Diese Distributionen sind im Gegensatz zur Delta-Distribution beziehungsweise zum Dirac-Kamm reguläre Distributionen.

## Gelfandsches Raumtripel
Der Schwartz-Raum {\displaystyle {\mathcal {S}}(\mathbb {R} ^{n})} liegt dicht im Hilbertraum {\displaystyle {\mathcal {H}}=L^{2}(\mathbb {R} ^{n})} der quadratintegrierbaren Funktionen. Aus diesem Grund gilt für ihre Dualräume die Inklusion {\displaystyle (L^{2}(\mathbb {R} ^{n}))'\subset {\mathcal {S}}'(\mathbb {R} ^{n})} und aus dem Satz von Riesz-Fischer folgt {\displaystyle L^{2}(\mathbb {R} ^{n})\cong (L^{2}(\mathbb {R} ^{n}))'.} Dies führt insgesamt zu der Inklusion
{\displaystyle {\mathcal {S}}(\mathbb {R} ^{n})\subset L^{2}(\mathbb {R} ^{n})\hookrightarrow {\mathcal {S}}'(\mathbb {R} ^{n}).}
Die stetige Einbettung {\displaystyle i\colon L^{2}(\mathbb {R} ^{n})\hookrightarrow {\mathcal {S}}'(\mathbb {R} ^{n})} ist die normale Identifizierung einer Funktion mit einer Distribution. Das heißt, {\displaystyle i} ist die Abbildung
{\displaystyle f\in L^{2}(\mathbb {R} ^{n})\mapsto \left(\phi \in {\mathcal {S}}(\mathbb {R} ^{n})\mapsto \int _{\mathbb {R} ^{n}}f(x)\phi (x)\mathrm {d} x\right)}.
Das Paar {\displaystyle ({\mathcal {S}}(\mathbb {R} ^{n}),L^{2}(\mathbb {R} ^{n}))} ergibt ein Beispiel für einen erweiterten Hilbertraum, beziehungsweise das Tripel {\displaystyle \left({\mathcal {S}}(\mathbb {R} ^{n}),L^{2}(\mathbb {R} ^{n}),{\mathcal {S}}'(\mathbb {R} ^{n})\right)} ein Beispiel für ein gelfandsches Raumtripel (nach Israel Gelfand). In allen drei Räumen ist die Fourier-Transformation ein Automorphismus.
Zu den Werten {\displaystyle \lambda \in \sigma _{c}\left(A\right)} im kontinuierlichen Anteil des Spektrums eines Operators {\displaystyle A} auf {\displaystyle L^{2}} existieren, anders als zu den Eigenwerten {\displaystyle \lambda \in \sigma _{p}\left(A\right)} (also den Werten des Punktspektrums), keine Eigenfunktionen in {\displaystyle L^{2}}. Es können aber Distributionen {\displaystyle T\in {\mathcal {S}}'} existieren, die an deren Stelle die Eigenwertgleichung {\displaystyle \lambda T=AT} in {\displaystyle {\mathcal {S}}'} erfüllen. Weitere Einzelheiten finden sich in Band III der unter Literatur angegebenen Bücher von Gelfand.
In der Anwendung auf die Quantenmechanik bedeutet das, dass der Raum {\displaystyle {\mathcal {S}}'} beispielsweise „Eigenfunktionen“ des Orts- oder Impulsoperators enthält (in der Standard-Darstellung sind dies δ-Funktionen  bzw. ebene Wellen), die nicht in {\displaystyle L^{2}(\mathbb {R} ^{3})} enthalten sind, weil das Integral über ihr Betragsquadrat divergiert.

## Fourier-Transformation

### Definition
Sei {\displaystyle u\in {\mathcal {S}}'(\mathbb {R} ^{n})} eine temperierte Distribution, die Fourier-Transformierte {\displaystyle {\mathcal {F}}(u)} ist für alle {\displaystyle \phi \in {\mathcal {S}}(\mathbb {R} ^{n})} definiert durch
{\displaystyle {\mathcal {F}}(u)(\phi ):=u({\mathcal {F}}(\phi ))}.
In diesem Kontext ist die Fourier-Transformation auf Funktionen durch {\displaystyle \textstyle {\mathcal {F}}(\phi )(\xi )=\int _{\mathbb {R} ^{n}}e^{-\mathrm {i} \langle x,\xi \rangle }\phi (x)\mathrm {d} x} definiert. Es gibt auch eine andere Konvention für die Fourier-Transformation mit dem Vorfaktor {\displaystyle {\tfrac {1}{(2\pi )^{n/2}}}}. Diese wird in diesem Artikel aber nicht verwendet.

### Eigenschaften
Man stattet die Menge {\displaystyle {\mathcal {S}}'(\mathbb {R} ^{n})} mit der Schwach-*-Topologie aus. Dann ist die Fourier-Transformation eine stetige, bijektive Abbildung auf {\displaystyle {\mathcal {S}}'(\mathbb {R} ^{n})}. Das Fourier-Urbild von {\displaystyle {\mathcal {F}}(u)} berechnet sich mit der Formel
{\displaystyle u(\phi )(-x)={\frac {1}{(2\pi )^{n}}}{\mathcal {F}}({\mathcal {F}}(u))(\phi )(x).}

### Beispiel
- Sei {\displaystyle a\in \mathbb {R} ^{n}} und {\displaystyle \delta _{a}\in S'(\mathbb {R} ^{n})} die Deltadistribution zum Punkt {\displaystyle a}. Für die Fourier-Transformation gilt dann

{\displaystyle {\mathcal {F}}(\delta _{a})(\phi )=\delta _{a}({\mathcal {F}}(\phi ))={\mathcal {F}}(\phi )(a)=\int _{\mathbb {R} ^{n}}e^{-\mathrm {i} ax}\phi (x)\mathrm {d} x}.
Also entspricht {\displaystyle {\mathcal {F}}(\delta _{a})} der von {\displaystyle x\mapsto e^{-\mathrm {i} ax}} erzeugten Distribution. Im Fall {\displaystyle a=0} entspricht also {\displaystyle {\mathcal {F}}(\delta _{0})} der von {\displaystyle 1} erzeugten Distribution. Verwendet man bei der Fourier-Transformation noch den Vorfaktor {\displaystyle {\tfrac {1}{(2\pi )^{n/2}}}} dann ist das Ergebnis des Beispiels die Distribution, die von {\displaystyle {\tfrac {1}{(2\pi )^{n/2}}}} erzeugt wird.
- Sei nun {\displaystyle \textstyle T_{1}(\phi )=\int _{\mathbb {R} ^{n}}1\cdot \phi (x)\mathrm {d} x} die von der konstanten Eins-Funktion erzeugte Distribution. Der naheliegende Ansatz den Ausdruck {\displaystyle {\mathcal {F}}(T_{1})(\phi )} zu berechnen scheitert, da er auf ein nicht absolut konvergentes Integral führt. Zum Lösen benötigt man obiges Beispiel und einen kleinen Trick. Es gilt

{\displaystyle {\mathcal {F}}(T_{1})(\phi )={\mathcal {F}}({\mathcal {F}}(\delta _{0}))(\phi )=\delta _{0}({\mathcal {F}}({\mathcal {F}}(\phi )))=(2\pi )^{n}\delta _{0}(\phi )(-x)=(2\pi )^{n}\phi (0)=(2\pi )^{n}\delta (\phi )}.

### Fourier-Laplace-Transformation
In diesem Abschnitt wird die Fourier-Transformation nur für Distributionen mit kompaktem Träger betrachtet. Da die Fourier-Transformation in diesem Kontext besondere Eigenschaften hat, nennt man sie dann Fourier-Laplace-Transformation.
Sei {\displaystyle u\in {\mathcal {E}}'(\mathbb {R} ^{n})} also eine Distribution mit kompaktem Träger. Dann ist die Laplace-Fourier-Transformation durch
{\displaystyle {\hat {u}}(\xi ):=u(e^{-\mathrm {i} \langle \cdot ,\xi \rangle })}
definiert. Dies ist wohldefiniert, denn man kann zeigen, dass {\displaystyle {\hat {u}}} eine Funktion ist, welche sogar für alle {\displaystyle \xi \in \mathbb {C} } analytisch – also ganz – ist. Außerdem stimmt diese Definition mit der obigen Definition überein, falls die Distributionen kompakten Träger haben. Welche ganzen Funktionen hier als Fourier-Laplace-Transformationen auftreten können, charakterisiert der Satz von Paley-Wiener.

## Laplace-Transformation
Für temperierte Distributionen kann man ebenfalls eine Laplace-Transformation definieren. Diese sieht ähnlich aus wie die Fourier-Laplace-Transformation aus dem vorigen Abschnitt.
Sei {\displaystyle u\in {\mathcal {S}}'} eine temperierte Distribution mit Träger in {\displaystyle [0,\infty [}, dann ist die Laplace-Transformation {\displaystyle {\mathcal {L}}} von {\displaystyle u} durch
{\displaystyle {\mathcal {L}}(u)(\xi ):=u(e^{-\langle \cdot ,\xi \rangle })}
definiert. Das Resultat der Transformation ist ebenfalls wieder eine holomorphe Funktion, die für {\displaystyle {\mathfrak {Re}}(\xi )>0} definiert ist (sich aber eventuell auf eine größere Menge analytisch fortsetzen lässt). Im Gegensatz zur Fourier-Laplace-Transformation ist die Laplace-Transformation auch für temperierte Distributionen definiert, die keinen kompakten Träger haben. Dies ist möglich, da das Abklingverhalten von {\displaystyle e^{-\langle x,\xi \rangle }} besser ist als das des Fourier-Kerns {\displaystyle e^{-\mathrm {i} \langle x,\xi \rangle }}.